# Миховці-при-Великій Неделі
Миховці-при-Великій Неделі (словен. Mihovci pri Veliki Nedelji) — поселення в общині Ормож, Подравський регіон‎, Словенія.